# Sousa Esporte Clube
El Sousa Esporte Clube es un equipo de fútbol de Brasil que juega en el campeonato Brasileño de Serie D, la cuarta división nacional; y en el Campeonato Paraibano, la primera división del estado de Paraíba.

## Historia
Fue fundado el 10 de junio de 1991 en el municipio de Sousa, Paraíba, curiosamente el mismo día de la fundación del municipio, ese mismo año participa en la segunda división estatal logrando el ascenso al Campeonato Paraibano.
En 1994 es campeón estatal por primera vez, con lo que es el primer equipo de la región del "Sertão" en ser campeón estatal, consiguiendo la clasificación para el Campeonato Brasileño de Serie C de ese año y a la Copa de Brasil de 1995. En la tercera división nacional superó la primera ronda como segundo lugar de su grupo para ser eliminado en la segunda ronda por el CSA del estado de Alagoas 1-7.
En 1995 participa por primera vez en la Copa de Brasil, donde fue eliminado en la ronda preliminar por el Flamengo por 0-2. En ese mismo año llega a la final del Campeonato Paraibano pero es vencido por el Santa Cruz, aunque por haber llegado a la final obtiene la clasificación para el Campeonato Brasileño de Serie C por segunda temporada consecutiva, temporada en la que vuelve a superar la primera ronda, esta vez como ganador de grupo, en la segunda ronda cobra venganza del CSA y lo vence 2-1 para luego ser eliminado en la tercera ronda por el Icasa EC del estado de Ceará por 1-2. curiosamente enfrentó a este mismo equipo durante la primera ronda.
En 2003 vuelve a participar en la Serie C, superando la primera ronda como segundo lugar de su grupo para luego ser eliminado en la segunda ronda por el Club Sportivo Sergipe con marcador de 3-5 a pesar de haber ganado el partido de ida 3-2.
En 2007 logra el tercer lugar del Campeonato Paraibano, logrando la clasificación para la Copa de Brasil de 2008, donde es eliminado en la primera ronda por el Vitória del estado de Bahía 1-4, y en 2009 gana su segundo título estatal venciendo al Treze Futebol Clube, garantizando su primera participación en el Campeonato Brasileño de Serie D de 2009 y la Copa de Brasil de 2010. En la copa es eliminado en la primera ronda por el CR Vasco da Gama de Río de Janeiro, donde pierde 1-2 en casa y empata 0-0 en la vuelta, pero desistieron de participar en el Campeonato Brasileño de Serie D cediendo su lugar al Treze.
En 2012 hace su primera aparición oficial en el Campeonato Brasileño de Serie D superando la primera ronda como segundo lugar de su grupo solo detrás del Centro Sportivo Alagoano, para ser eliminado en la segunda ronda por el Baraúnas del estado de Río Grande del Norte con marcador de 0-3.
En 2016 termina como segundo lugar de la clasificación en el Campeonato Paraibano, consiguiendo la clasificación para el Campeonato Brasileño de Serie D de ese año, donde es eliminado en la primera ronda al quedar en tercer lugar de su grupo y ser eliminado por diferencia de goles por el América del estado de Pernambuco. En 2017 repite como segundo lugar de la clasificación estatal y participa nuevamente en el Campeonato Brasileño de Serie D de ese año, superando la primera ronda como uno de los mejores segundos lugares en su grupo, donde luego sería eliminado en la segunda ronda por el Guarany Sporting Club del estado de Ceará en penales tras terminar la serie 4-4.

## Palmarés
- Campeonato Paraibano: 3

1994, 2009, 2024
- Campeonato Paraibano de Segunda División: 1

1991